# Joel Waterman
Joel Robert Waterman (* 24. Januar 1996 in Langley, British Columbia) ist ein kanadischer Fußballspieler.

## Karriere

### Verein
Von den Trinity Western Spartans kommend wurde er im Sommer 2016 von Mai bis Juli an den Kitsap Pumas SC in die USA verliehen. Nach seiner Zeit in der Universitätsmannschaft wurde er zur Saison 2019 vom Cavalry FC in der Canadian Premier League gedraftet. Nach dieser Spielzeit wechselte er für eine Ablöse von 91.000 € zur Saison 2020 schließlich zu CF Montreal.

### Nationalmannschaft
Sein Debüt in der kanadischen A-Nationalmannschaft hatte er am 11. November 2022 bei einem 2:2-Freundschaftsspiel gegen Bahrain, hier stand er in der Startelf und spielte auch über die komplette Laufzeit der Partie durch. Nach einem weiteren Freundschaftsspieleinsatz ein paar Tage später, wurde er anschließend auch für den finalen Kader bei der Weltmeisterschaft 2022 berufen.